# Jessie Knight
Jessie Knight, née le 15 juin 1994, est une athlète britannique, spécialiste du 400 mètres haies.

## Biographie
Elle se classe deuxième du relais 4 x 400 m lors des Championnats d'Europe en salle 2021.
Elle remporte les titres nationaux du 400 m haies en 2020 et 2022.
Lors des championnats du monde 2022, à Eugene, elle remporte la médaille de bronze du relais 4 × 400 m, l'équipe du Royaume-Uni s'inclinant face aux États-Unis et à la Jamaïque.
En 2024, avec ses compatriotes Laviai Nielsen, Lina Nielsen et Ama Pipi, elle décroche le bronze aux  championnats du monde en salle de Glasgow.

### Palmarès
| Date | Compétition                    | Lieu    | Résultat | Épreuve   | Performance   |
| ---- | ------------------------------ | ------- | -------- | --------- | ------------- |
| 2021 | Championnats d'Europe en salle | Toruń   | 2e       | 4 x 400 m | 3 min 28 s 20 |
| 2022 | Championnats du monde          | Eugene  | 3e       | 4 x 400 m | 3 min 22 s 64 |
| 2024 | Championnats du monde en salle | Glasgow | 3e       | 4 x 400 m | 3 min 26 s 36 |

## Records
| Épreuve     | Temps   | Lieu     | Date        |
| ----------- | ------- | -------- | ----------- |
| 400 m haies | 54 s 09 | Oordegem | 28 mai 2022 |